# Roll20
Roll20 é um site que consiste em um conjunto de ferramentas para jogar jogos de role-playing de mesa, também conhecido como tabletop virtual, que pode ser usado como auxílio para jogar pessoalmente ou remotamente online. O site foi lançado em 2012 após uma campanha bem-sucedida no Kickstarter. 
O objetivo da plataforma é fornecer uma experiência de mesa autêntica que não tenta transformar o jogo em um videogame, mas ajuda o mestre do jogo a fornecer ferramentas online imersivas. A natureza de ardósia em branco da plataforma torna possível a integração de uma infinidade de jogos de RPG de mesa. Durante a quarentena como resultado da pandemia do COVID-19, permitiu que uma variedade de jogos da vida real fizesse a transição online, facilitando os RPGs em um espaço online.

## Recursos
Roll20 é um conjunto de ferramentas baseado em navegador que permite aos usuários criar e jogar jogos de RPG de mesa. Ele é organizado em sessões de jogo individuais, nas quais os usuários podem criar ou participar. Essas sessões de jogo incluem vários recursos de RPGs de mesa típicos, incluindo fichas de personagens dinâmicas, rolagem automatizada de dados, mapas compartilhados com personagens básicos e fichas de inimigos e efeitos sonoros acionados, bem como uma ferramenta de criação de personagens para determinados sistemas de jogos licenciados. A interface também inclui bate-papo de texto integrado, bate-papo por voz e bate-papo por vídeo, além da integração do Google Hangouts.
Roll20 também contém um mercado separado, onde são vendidos ativos de arte e módulos de jogo completos, e um compêndio de referência para vários sistemas de jogos. Compêndios e módulos de jogos publicados no mercado estão disponíveis apenas para uso na plataforma Roll20, enquanto alguns recursos de arte e pacotes de arte podem ser transferidos para outros sites ou baixados e usados para sessões físicas de mesa. Além do conteúdo gratuito, o Roll20 também possui recursos extras disponíveis para contas de assinantes pagantes, incluindo iluminação dinâmica e névoa de guerra para mapas.
Além da versão do navegador principal do Roll20, também existem versões para iPad e Android. Essas versões móveis são mais focadas na experiência do jogador, contendo menos recursos do que o site completo do navegador. O Roll20 está disponível em 18 idiomas por meio de traduções de contribuições da comunidade usando o Crowdin.
Roll20 suporta muitos sistemas de mesa, incluindo as várias edições de Dungeons & Dragons, Pathfinder, Shadowrun, Dungeon World, Gamma World, Traveler, Numenera, 13th Age e outros. Para muitos sistemas de mesa menos conhecidos, o Roll20 tem um repositório de código aberto onde a comunidade pode contribuir com modelos de fichas de personagem.

## História
Roll20 foi originalmente concebido como um projeto pessoal por três colegas de quarto da faculdade, Riley Dutton, Nolan Jones e Richard Zayas, para ajudá-los a continuar jogando Dungeons & Dragons depois de se formarem e se mudarem para diferentes cidades. Depois de perceber que seu aplicativo pessoal também poderia ajudar outras pessoas, eles iniciaram uma campanha no Kickstarter na primavera de 2012 com uma meta inicial de US$ 5.000; a campanha conseguiu arrecadar quase US$ 40.000. Após um curto período de testes beta após o fim da campanha Kickstarter, Roll20 foi lançado ao público em setembro de 2012.
Em julho de 2016, a Roll20 anunciou que havia adquirido uma licença da Wizards of the Coast para material oficial de Dungeons & Dragons. Junto com o anúncio, eles lançaram o primeiro módulo oficial para Dungeons & Dragons 5ª edição, The Lost Mine of Phandelver, no Roll20 Marketplace, que foi seguido por outros lançamentos.
Roll20 atingiu 1 milhão de usuários em julho de 2015 e 2 milhões de usuários em janeiro de 2017.
Em fevereiro de 2019, o TechCrunch informou que os bancos de dados do Roll20 foram invadidos junto com os de 8 outras empresas, com as informações de mais de 4 milhões de usuários do site postadas à venda em um mercado da dark web.
Em março de 2020, quando a pandemia do COVID-19 chegou, muitos grupos que jogaram Dungeons & Dragons pessoalmente recorreram ao Roll20 para manter suas festas de jogos vivas.

### Roll20CON
A Roll20 realiza uma convenção de jogos online chamada Roll20CON todos os anos desde 2016, consistindo em uma série organizada de jogos online hospedados no Roll20 e transmitidos no Twitch, juntamente com outros eventos. A Roll20 fez parceria com organizações de caridade para administrar a Roll20CON: The Cybersmile Foundation, uma organização que presta apoio a vítimas de cyberbullying, em 2016; e Take This, uma organização focada em saúde mental na comunidade de jogos, em 2019.

### Controvérsia do Reddit
Em setembro de 2018, um dos cofundadores do Roll20, Nolan T. Jones, atuando como moderador principal do subreddit do Reddit Roll20, baniu o usuário do Reddit "ApostleO", confundindo a conta com outra conta anteriormente banida que Nolan acreditava estar burlando a proibição anterior. Após uma tentativa fracassada de obter esclarecimentos e correção da proibição, ApostleO excluiu sua conta Roll20 e postou um resumo no Reddit do atendimento ao cliente hostil. Muitos usuários criticaram a proibição, a resposta de Jones e a inclusão da equipe do Roll20 como moderadores do subreddit, levando Roll20 a se desculpar e entregar a moderação do subreddit à comunidade.

## Burn Bryte
Em julho de 2020, Roll20 lançou seu próprio RPG de fantasia científica chamado Burn Bryte, com James Introcaso como designer principal. O jogo foi anunciado pela primeira vez durante a Gen Con 2018, e foi mencionado para ser projetado de baixo para cima para ser jogado na plataforma de mesa virtual da Roll20. A partir de agosto de 2018, um teste de jogo foi lançado para os assinantes Pro do Roll20, que mais tarde foi expandido para seus assinantes Plus em novembro do mesmo ano. Com o lançamento dos jogos, várias campanhas do Actual Play foram iniciadas no Twitch.

## Prêmios
Roll20 foi nomeado o Vencedor Ouro na categoria "Melhor Software" do ENnie Awards em 2013, 2014, 2015, e 2016.